# Trachystylis stradbrokensis
Trachystylis stradbrokensis är en halvgräsart som först beskrevs av Karel Domin, och fick sitt nu gällande namn av Georg Kükenthal. Trachystylis stradbrokensis ingår i släktet Trachystylis och familjen halvgräs. Inga underarter finns listade i Catalogue of Life.